# Ross Lupaschuk
Ross Lupaschuk (* 19. Januar 1981 in Edmonton, Alberta) ist ein ehemaliger kanadischer Eishockeyspieler, der zuletzt bis Februar 2013 beim EC Red Bull Salzburg in der Österreichischen Eishockey-Liga unter Vertrag stand.

## Karriere
Ross Lupaschuk begann seine Karriere als Eishockeyspieler in der kanadischen Juniorenliga Western Hockey League, in der er von 1996 bis 2001 für die Lethbridge Hurricanes, Prince Albert Raiders und Red Deer Rebels aktiv war. Mit den Red Deer Rebels gewann er in seinem letzten Juniorenjahr zunächst die WHL-Meisterschaft, den Ed Chynoweth Cup, und anschließend den Memorial Cup, die Meisterschaft der Canadian Hockey League. An beiden Erfolgen hatte der Verteidiger großen Anteil, weshalb er in das CHL Second All-Star Team und das Memorial Cup All-Star Team gewählt wurde. In seiner Zeit als Junioren-Spieler wurde er im NHL Entry Draft 1999 in der zweiten Runde als insgesamt 34. Spieler von den Washington Capitals ausgewählt, für die er allerdings nie spielte. Stattdessen stand er von 2001 bis 2005 bei den Wilkes-Barre/Scranton Penguins aus der American Hockey League unter Vertrag, wobei er in der Saison 2002/03 auch zu drei Einsätzen für deren Kooperationspartner Pittsburgh Penguins in der National Hockey League kam. 
Zur Saison 2005/06 ging Lupaschuk nach Europa, wo er einen Vertrag beim Mora IK aus der schwedischen Elitserien erhielt. Die folgende Spielzeit begann er bei deren Ligarivalen Malmö Redhawks, verließ diesen jedoch kurz nach Saisonbeginn, um sich Kärpät Oulu aus der finnischen SM-liiga anzuschließen. Mit diesem Gewann er im selben Jahr die finnische Meisterschaft. Nach diesem Erfolg verließ er Kärpät und unterschrieb beim HK Awangard Omsk aus der russischen Superliga. Die Saison 2008/09 begann er ebenfalls in Russland, jedoch beim HK Sibir Nowosibirsk aus der neu gegründeten Kontinentalen Hockey-Liga. Dort konnte sich der Kanadier allerdings keinen Stammplatz erkämpfen, sodass er die Spielzeit bei seinem schwedischen Ex-Club Mora IK beendete, der in der Zwischenzeit in die zweitklassige HockeyAllsvenskan abgestiegen war. 
Nachdem Lupaschuk die Saison 2009/10 beim Helsingfors IFK in der SM-liiga verbracht hatte, wurde er für die folgende Spielzeit von den Kölner Haien aus der Deutschen Eishockey Liga verpflichtet. Am 26. Oktober 2010 gaben die Kölner Haie die Freistellung Lupaschuks bekannt. Zur Saison 2011/12 wurde der Verteidiger von den Vienna Capitals aus der Österreichischen Eishockey-Liga verpflichtet, sein Vertrag wurde jedoch im Januar 2012 vorzeitig aufgelöst.

## Erfolge und Auszeichnungen
| - 2001 WHL East Second All-Star Team - 2001 President’s-Cup-Gewinn mit den Red Deer Rebels - 2001 Memorial-Cup-Gewinn mit den Red Deer Rebels - 2001 Memorial Cup All-Star Team | - 2001 CHL Second All-Star Team - 2003 Teilnahme am AHL All-Star Classic - 2007 Finnischer Meister mit Kärpät Oulu |

## Statistik
(Stand: Ende der Saison 2009/10)